# (3422) Reid
(3422) Reid es un asteroide perteneciente al cinturón de asteroides, descubierto el 28 de julio de 1978 por el equipo del Observatorio Perth desde el Observatorio Perth, Bickley, Australia.

## Designación y nombre
Designado provisionalmente como 1978 OJ. Fue nombrado Reid en honor a Gordon Reid. El gobernador de Australia Occidental 1984-1989.